# Баррозанська порода

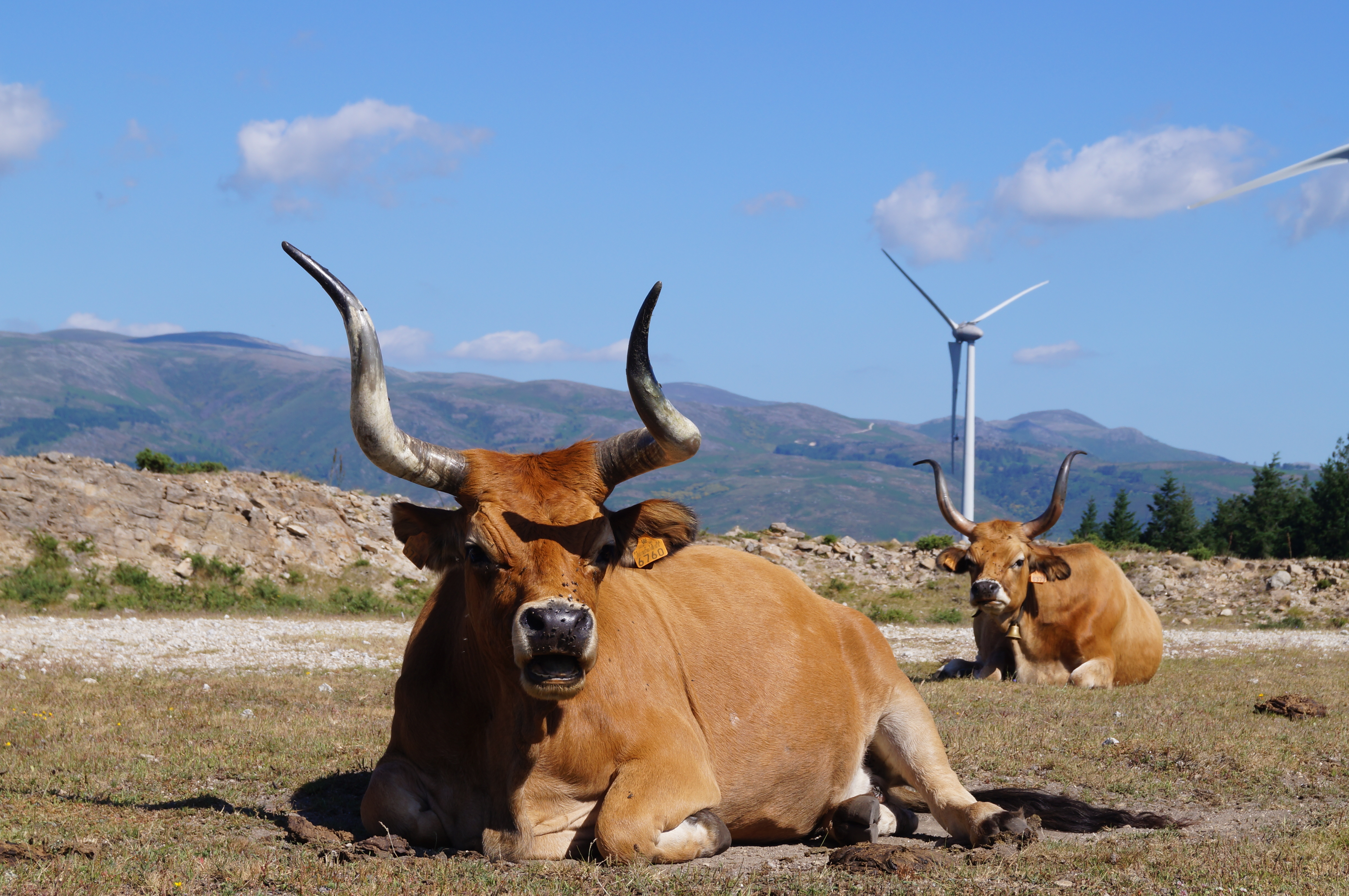
Баррозанська порода

Барроза́нська поро́да (порт. Barrosã, МФА: [ba.ʁu.ˈzɐ̃]) — порода великої рогатої худоби з Північної Португалії та Галісії.

## У геральдиці

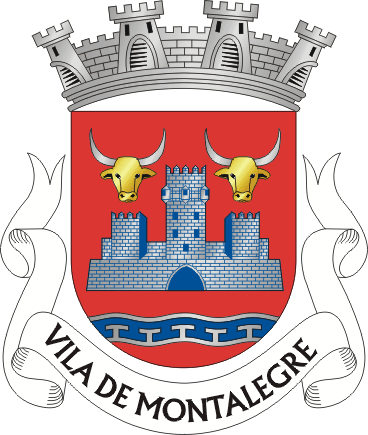
Монталегре